# Panzerhandschuh

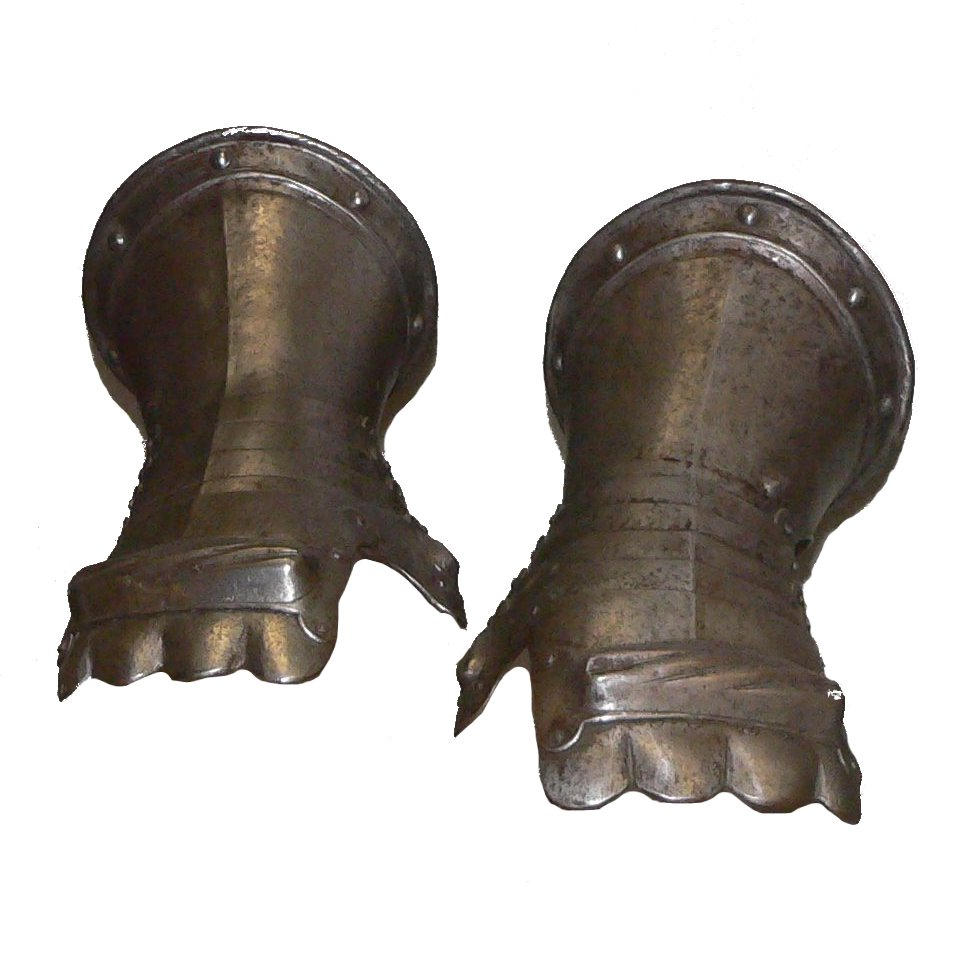
Panzerhandschuhe

Panzerhandschuhe (auch: engl. Gauntlet, Kampfhandschuh, Eisenhandschuh) waren Elemente der mittelalterlichen Rüstung. Sie dienten zum Schutz der Hände sowie häufig auch der Unterarme und wurden aus verschiedenen Materialien gefertigt. Für die jeweiligen Entwicklungsstufen entstanden unterschiedliche Bezeichnungen.

## Beschreibung
Die ersten Panzerhandschuhe bestanden aus einfachem, dicken Leder. Diese Handschuhe besaßen eine etwa 5 cm breite Stulpe und wurden etwa bis zum Anfang des 13. Jahrhunderts getragen. Etwa ab dieser Zeit, in welcher der Haubert in Gebrauch kam, wurden Fäustlinge benutzt, deren Handrückseiten mit Metallringen benäht waren. Bei diesen Handschuhen war nur der Daumen frei beweglich, um die Waffe richtig fassen zu können. Etwa im 13. Jahrhundert trat in Frankreich eine verbesserte Version auf, die „Gagnepain“ (franz.von „canepin“, „gegerbte Haut“) genannt wurde. Der Gagnepain war ein Handschuh aus dickem Leder, auf dessen Rückseite Metallplatten befestigt waren.
Die Erfahrungen aus dem 5. Kreuzzug sorgten für ein Umdenken in der Rüstungsfertigung. Die Fausthandschuhe wurden nicht mehr benutzt und man entschied sich für Stulpenhandschuhe aus dem stärkeren Damhirschleder. Im Gefecht wurden auf den Handrücken bis hinauf zum Ellbogen zusätzliche Stücke aus dickem Rindsleder angebunden. Ab dem 14. Jahrhundert wurden Metallplatten benutzt, die in der Form des Daumens gearbeitet waren, auf dem Leder befestigt. Der Handrücken wurde mit einer runden Metallscheibe gesichert.
Die ersten Panzerhandschuhe aus Metall wurden etwa um 1450 gefertigt. Bei diesen war der Handrücken durch eine Metallplatte geschützt, an der mit einem Scharnier ein kurzes Stück Metall angebracht wurde, das den Daumen schützte. Um dieselbe Zeit wurde der erste Typ eines Panzerhandschuhes entwickelt, der die gesamte Hand- und Fingeroberseite schützte. Die sogenannte Hentze schützte den Handrücken und das Handgelenk. Die Metallplatte, die die Handoberseite schützte, lief zu einer Stulpe aus, die bis über das Handgelenk reichte. Die Finger und der Daumen wurden durch Platten geschützt, die schuppenartig untereinander beweglich angebracht (geschiftet) waren. Unter der Hentze wurde ein Lederhandschuh getragen. Die Hentzen waren oft mit einer Stielscheibe auf dem Handrücken, etwa in der Höhe des Handgelenks, ausgestattet. Sie wurden entweder als Gegenlager oder als Befestigung für den Zügel während der Benutzung des Schwertes bei einem berittenen Angriff benutzt. Zu dieser Zeit entstanden die ersten Fingerhandschuhe, zum Teil eine Mischung aus Kettengeflecht und Metallplatten (Brigantinenhandschuh).
Im 16. Jahrhundert kamen die Fingerhandschuhe immer mehr in Gebrauch und die Hentzen verschwanden langsam. Die Finger der Panzerhandschuhe wurden, ebenso die Deckplatte des Handrückens, aus mehreren, kleineren Metallplatten gefertigt, die eine höhere Bewegungsfreiheit gewährten. In Italien kam eine Mischform auf, in der Kettengeflecht mit Plattenpanzerungen verbunden wurde. Diese Handschuhe wurden von den Pikenieren benutzt (Pikenierhandschuh). Eine weitere Version der von den Pikenieren benutzten Handschuhe hatte eine Stulpe, die bis zum Ellenbogen reichte.
In Italien entstand eine Version, die als „Kampfhandschuhe“ bezeichnet wurde. Bei diesen Panzerhandschuhen wurde auch die Innenhand durch geschobene Metallplatten geschützt. An den Enden des Zeige- und des kleinen Fingers sowie am Daumen waren scharfe Eisenstacheln angebracht. Diese Handschuhe waren auch nach dem Verlust der Hauptwaffe oder in einem Nahkampf nützlich, um nach dem Gesicht oder ungeschützten Körperstellen zu schlagen. Sie setzten sich im Allgemeinen nicht durch.
Panzerhandschuhe in diesen Varianten entstanden fast nur im europäischen Raum. In andern Ländern wurden Handschuhe aus Kettengeflecht oder anderen, leichteren Materialien bevorzugt.

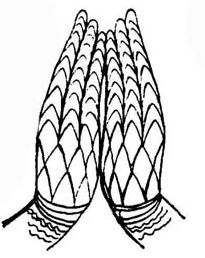
Lederhandschuhe mit Metallschuppen, von Wendelin Boeheim
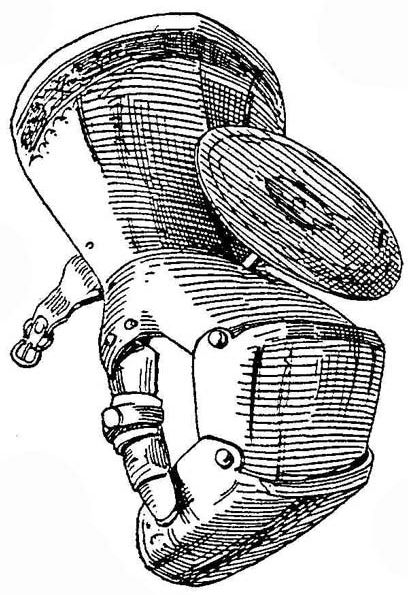
Hentze mit Stielscheibe und Ringaustreibung, von Wendelin Boeheim
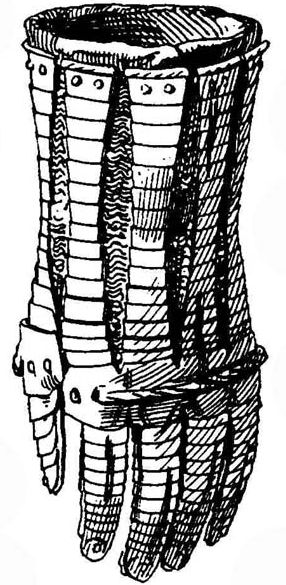
Panzerhandschuh mit Kettengeflecht und Metallplatten, von Wendelin Boeheim
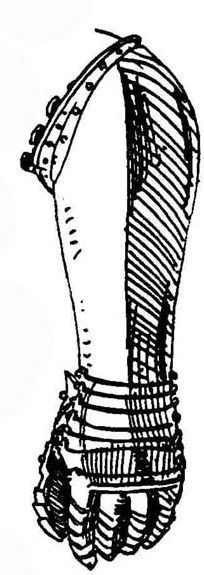
Pikenier-Panzerhandschuh, von Wendelin Boeheim
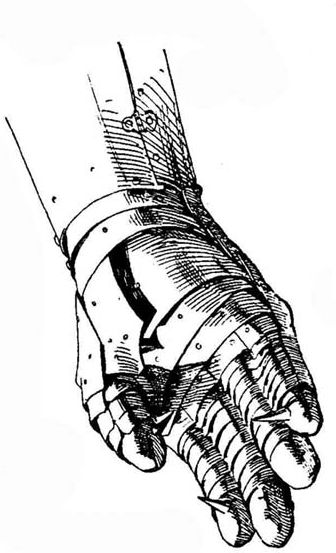
Kampf-Panzerhandschuh, von Wendelin Boeheim
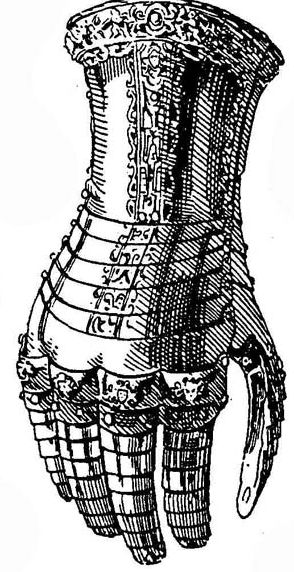
Geschifteter Panzer-Fingerhandschuh, von Wendelin Boeheim
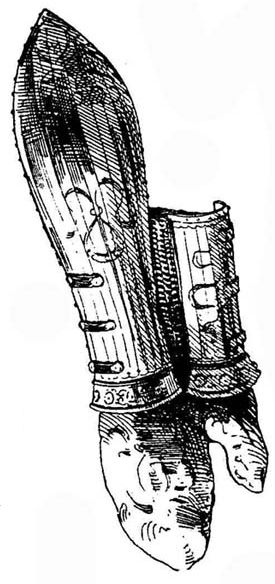
Orientalischer Panzerhandschuh, von Wendelin Boeheim
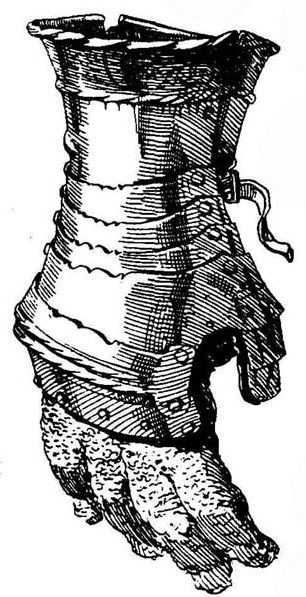
Panzerhandschuh mit Kettengeflecht und geschiftetem Handrücken, von Wendelin Boeheim